# Thionck Essyl
Ne doit pas être confondu avec Essyl.
Thionck Essyl (ou Tionk Essil) est une localité de Basse-Casamance (Sénégal), située à 71 km au Nord-Ouest de Ziguinchor.

## Toponymie
Son nom signifie « cuisiner en demeurant accroupi ».

## Histoire
Les origines seraient liées au royaume de Mof-Ewi ("la terre du roi"), lui-même peuplé de transfuges de Guinée-Bissau.
Longtemps présentée comme « le plus grand village du Sénégal », la localité est devenue commune urbaine en 1990, puis elle a été érigée en commune de plein exercice en 1996.

## Administration
Thionck Essyl, deuxième ville du département de Bignona par le nombre d'habitants fait partie de l'arrondissement de Tendouck dans le département de Bignona (région de Ziguinchor).
Elle a été érigée en commune en 1990.

## Géographie
Thionck-Essyl est située au cœur du Blouf, entre la brousse et la mangrove, à l'ouest du département. Les localités les plus proches sont Hilol, Mantat, Etouta, Mlomp, Tendouck, Djimande.

### Population
La population est principalement d'origine diola.
Quelques sources suggèrent une population supérieure à 10 000 habitants, mais lors du recensement de 2002, la commune était créditée de 8 006 habitants, 1 021 ménages et 799 concessions.
Fin 2007, selon les estimations officielles, la population atteindrait 8 507 personnes.
Selon le PEPAM (Programme d'eau potable et d'assainissement du Millénaire), Thionck Essyl compterait environ 6 954 personnes et 968 ménages.

### Économie

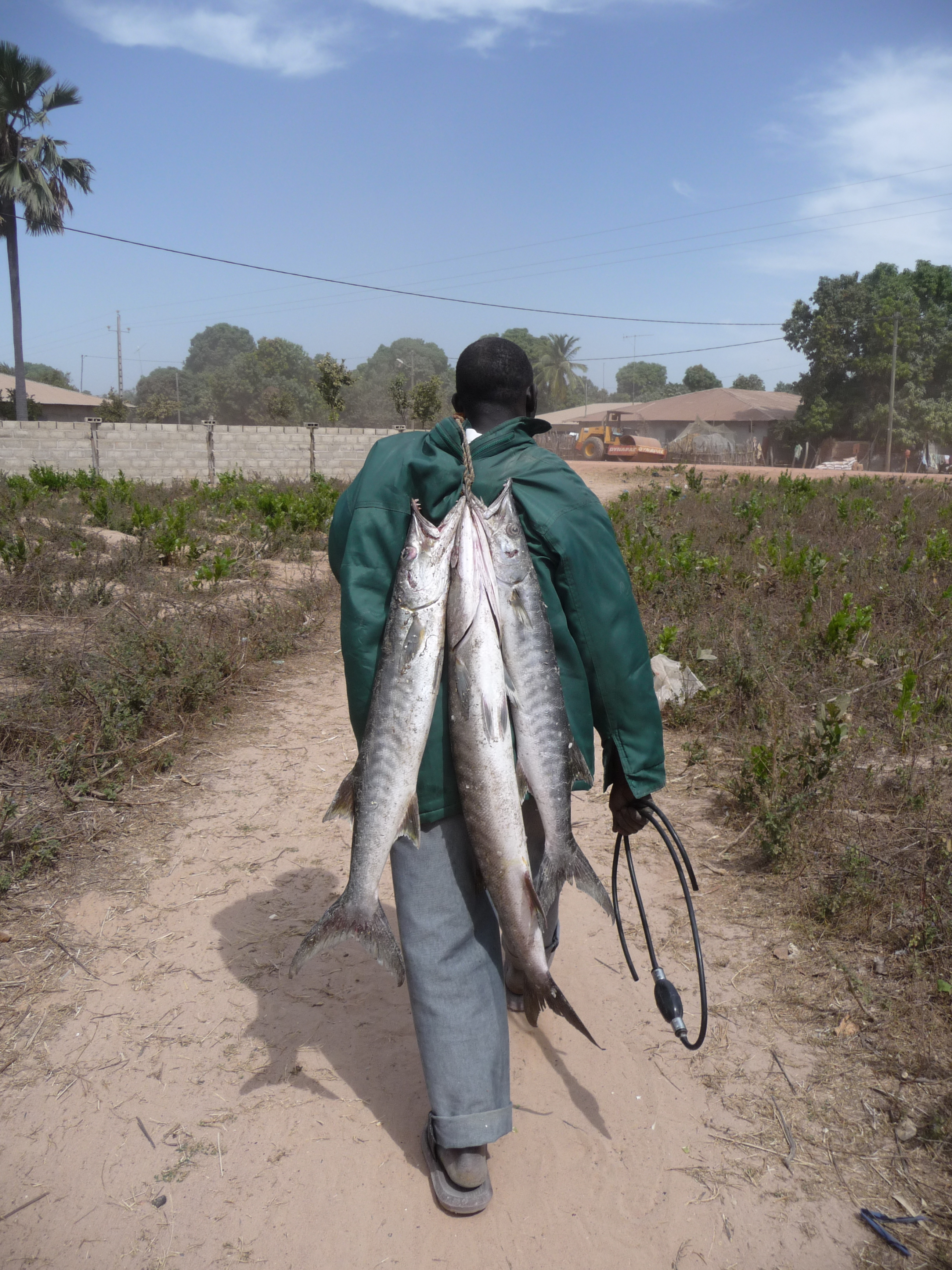
Retour de pêche

L'enclavement de la ville ne facilite pas son développement. Cependant une route goudronnée est depuis 2008 en cours de réalisation qui la relie à Tendième, village se situant sur la route >Bignona-Diouloulou. Cette nouvelle route prend la place de la piste ancienne qui passe par Cagnobon, Djégoune.
La ville dispose d'un centre hospitalier qui n'est pas très opérationnel. Il est vrai qu'on peut faire grand-chose, mais le problème de personnel qualifié se pose actuellement. Thionck Essyl pouvait mieux avoir plus que cela du point de vue de sa population, de sa superficie et de son agglomération. La commune devait disposer depuis longtemps d'un lycée moderne, mais les travaux sont suspendus pour des raisons que nous ignorons.
il existe actuellement 1 lycée et 2 cem à thionkessyl

## Jumelages et partenariats
Des associations, parmi lesquelles on peut citer « Les Amis de Thionck Essyl », ou encore " ÉDONIA " et son association sœur sise en France ["VIVRE DEBOUT"], aident les habitants de Thionck Essyl dans le domaine de la santé, de l'éducation, et du développement économique par le tourisme équitable.